# Нац-Шіавес
Нац-Шіавес (італ. Naz-Sciaves) — муніципалітет в Італії, у регіоні Трентіно-Альто-Адідже,  провінція Больцано.
Нац-Шіавес розташований на відстані близько 550 км на північ від Рима, 90 км на північний схід від Тренто, 39 км на північний схід від Больцано.

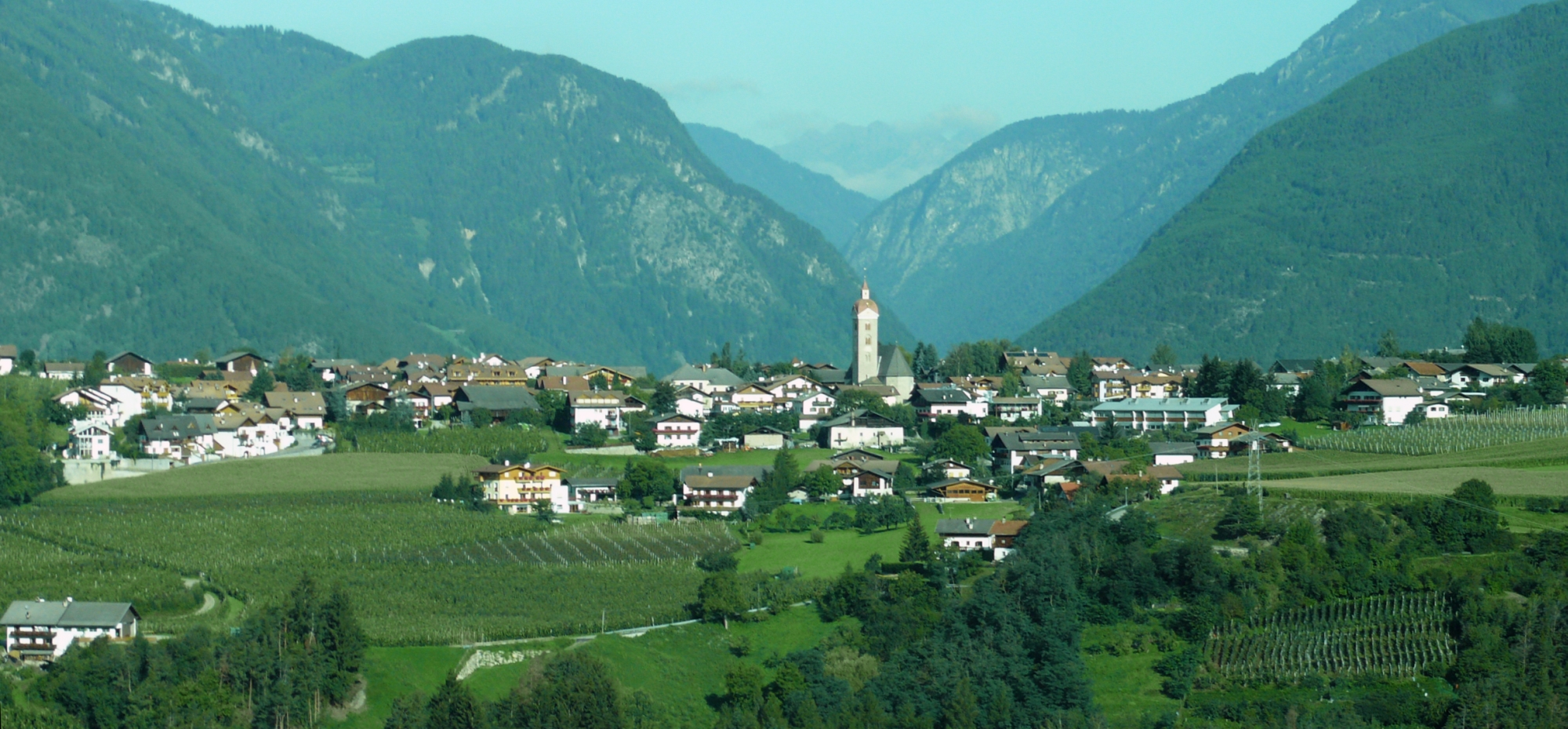

Населення — 3026 осіб (2014).

## Демографія
Населення за роками:

Станом на 1 січня 2023 року в муніципалітеті офіційно проживало 279 іноземців з 37 країн, серед них 160 громадян країн Євросоюзу та 10 громадян України.

## Сусідні муніципалітети
- Брессаноне
- Фортецца
- Лузон
- Ріо-ді-Пустерія
- Роденго
- Варна